# Speak of the Devil: tales of satanic abuse in contemporary England
Speak of the Devil: tales of satanic abuse in contemporary England (рус. Помяни чёрта: истории о сатанинском насилии в современной Англии) — монография Джины Сибиллы Лафонтен, посвящённая истории изучения ею социального феномена сатанинской паники в Великобритании. Книга представляет собой подробное документальное исследование случаев с детьми во время подъёма в британском обществе заявлений и утверждений о существовании сатанинского ритуального насилия, а также процессов связанных с социальными работниками, которые поддерживали сторону обвинения несмотря на отсутствие твёрдых доказательств.

## Отзывы

### Положительные
Журналист и писатель Дамиан Томпсон отметил в The Wall Street Journal, что Лефонтен «сыграла важную роль» представив в своём исследовании сатанинской паники, которое оплатило британское правительство, «что не только не было никаких доказательств того, что существовали эти шабаши, но и о том, что обвинения были получены от детей социальных работников и других „экспертов“, которые были полны решимости доказать, что имело место организованное сатанинское насилие». Кроме того он отметил, что описанное Лафонтен манипулирование детьми «шокирует и глубоко печалит, потому что эта современная охота на ведьм уничтожила семьи, репутации и жизни».

### Критические
Археолог Тимоти Тайлор критически разобрал работу Лафонтен в своей монографии «Погребённая душа: как люди изобрели смерть» (англ. The Buried Soul: How Humans Invented Death), сравнив её с книгой антрополога Уильяма Аренса «Миф о людоеде: антропология и антропография», которую назвал «пустотелой очевидностью внутриутробно замкнутой неопытности» (англ. hollow certainty of viscerally insulated inexperience). Кроме того, он отметил, что в работе Лафонтен присутствуют отголоски недостатков методологии Аренса, что позволяет сделать вывод о том, что многочисленные претензии к сатанинскому ритуальному насилию были ей неправомерно отброшены как «маловероятные».

## Издание
- LaFontaine J. S. Speak of the Devil: tales of satanic abuse in contemporary England. — Cambridge: Cambridge University Press, 1998. — 224 p. — ISBN 0-521-62934-9.